# Елін Террі
Елін Террі (англ. Aline Terry; нар. 1 січня 1900) — колишня американська тенісистка.
Перемагала на турнірах Великого шолома в одиночному та парному розрядах.

## Фінали турнірів Великого шолома

### Одиночний розряд (1 перемога)
| Результат | Рік  | Турнір        | Покриття | Суперниця    | Рахунок  |
| --------- | ---- | ------------- | -------- | ------------ | -------- |
| Перемога  | 1893 | Чемпіонат США | Трава    | Оґаста Шульц | 6–1, 6–3 |

### Парний розряд (1 перемога)
| Результат | Рік  | Турнір        | Покриття | Партнерка      | Суперниці             | Рахунок  |
| --------- | ---- | ------------- | -------- | -------------- | --------------------- | -------- |
| Перемога  | 1893 | Чемпіонат США | Трава    | Гаррієт Батлер | Оґаста Шульц М. Стоун | 6–4, 6–3 |